# Parafomoria helianthemella
Parafomoria helianthemella là một loài bướm đêm thuộc họ Nepticulidae. Nó được tìm thấy ở miền trung và miền nam Europe, bao gồm Đức, tây nam Ba Lan, Cộng hòa Séc, Slovakia, Hungary, Áo, Thụy Sĩ, miền bắc Ý, Pháp (the Alps và Pyrenees) và Bulgaria.
Chiều dài cánh trước là 1.7–2 mm đối với con đực và 1.6-2.2 mm đối với con cái. Con trưởng thành bay từ tháng 3 đến tháng 4 (occasionally tháng 5), in tháng 7 và từ tháng 8 đến tháng 9. Có ba lứa một năm in Hungary.
Ấu trùng ăn Helianthemum canum, Helianthemum nummularium, Helianthemum oelandicum alpestre và Helianthemum oelandicum incanum và Helianthemum salicifolium. Chúng ăn lá nơi chúng làm tổ. 